# Maria Koterbska śpiewa wesołe piosenki
Maria Koterbska śpiewa wesołe piosenki – czwarty album studyjny Marii Koterbskiej wydany w 1959 roku przez Polskie Nagrania. Wszystkie utwory zamieszczone na płycie zostały zarejestrowane w studiu Polskich Nagrań w Warszawie a jej wydanie promował minialbum wydany przez Veriton.

## Lista utworów
Strona a:
1. Do grającej szafy grosik wrzuć (Günter Oppenheimer - Mirosław Łebkowski)
2. Kalongo (Marek Sart - Bogusław Choiński, Jan Gałkowski)
3. Piosenka o pociągu (Vlastimil Hála - Helena Kołaczkowska)
4. Lunaparki (Robert Allen - Jan Gałkowski, Bogusław Choiński)

Strona b:
1. Miałeś wtedy słomkowy kapelusz (Władysław Szpilman - Zbigniew Kaszkur, Zbigniew Zapert)
2. Zaczarowane sanie (Harry Seeger - Jan Gałkowski, Bogusław Choiński)
3. Deszczowa poczta (Adam Wiernik - Bogusław Choiński, Jan Gałkowski)
4. Kogucik (Günter Oppenheimer - Jan Gałkowski, Bogusław Choiński)

## Charakterystyka albumu
Album Maria Koterbska śpiewa wesołe piosenki zawiera nagrania Marii Koterbskiej zarejestrowane w 1959roku w studio Polskich Nagrań w Warszawie. Wszystkie piosenki zostały zarejestrowane z towarzyszeniem Orkiestry Tanecznej Polskiego Radia pod dyrekcją Edwarda Czernego, oraz chórem Beltono a jej wydanie płyty poprzedzono minialbumem wydanym w 1960 roku przez Veriton. Trzy piosenki z płyty ukazały się także na dwóch 10-calowych składankach, oraz jednej płycie szelakowej. W 2015 roku płyta doczekała się publikacji w serwisach streamingowych.

## Minialbum  promujący płytęMaria Koterbska śpiewa wesołe piosenki
Osobny artykuł: Maria Koterbska (1960)
Strona a:
1. Lunaparki (Robert Allen - Jan Gałkowski, Bogusław Choiński)
2. Piosenka o pociągu (Vlastimil Hála - Helena Kołaczkowska)

Strona b:
1. Zaczarowane sanie (Harry Seeger - Jan Gałkowski, Bogusław Choiński)
2. Deszczowa poczta (Adam Wiernik - Bogusław Choiński, Jan Gałkowski)

## Płyta szelakowa, oraz płyty winylowe 10-calowe z nagraniami z albumuMaria Koterbska śpiewa wesołe piosenki
- [1959] Polskie Nagrania „Muza” 3329 / Pronit 3329 – Deszczowa poczta[7]
- [1960] Polskie Nagrania „Muza” Muza L 0327 / Pronit L0327 – Kogucik[8]
- [1961] Veriton V 502 – Lunaparki[9]

## Muzycy
- Maria Koterbska – śpiew
- Chór Beltono – śpiew
- Orkiestra Taneczna Polskiego Radia p/d Edwarda Czernego – akompaniament